# Unreal (TV-serie)
Unreal (stiliserat som UnREAL) är en amerikansk dramaserie som hade premiär den 1 juni 2015 på Lifetime. Serien är skapad av Marti Noxon och Sarah Gertrude Shapiro och dess första säsong består av tio avsnitt. Seriens fjärde sista säsong hade premiär den 16 juni 2018.

## Handling
Serien kretsar kring TV-producenten Rachel Goldberg som har en gåva att kunna manipulera tävlande till att göra pinsamma saker framför kameran. För att öka tittarsiffrorna pressar Rachels chef henne att gå längre och längre.

## Rollista (i urval)
- Shiri Appleby - Rachel Goldberg
- Constance Zimmer - Quinn King
- Craig Bierko - Chet Wilton
- Jeffrey Bowyer-Chapman - Jay Carter
- Josh Kelly - Jeremy Caner
- Genevieve Buechner - Madison
- Brennan Elliott - Graham
- Aline Elasmar - Shia
- Michael Rady - Coleman Wasserman
- Francois Arnaud - Tommy Castelli
- Freddie Stroma - Adam Cromwell